# Отров
Отрови ремете биолошке (физиолошке) функције организма изазивајући пролазне или трајне поремећаје, укључујући и смрт. Потпуно тачну дефиницију отрова није могуће дати. Иста супстанца може бити нешкодљива (па чак и лековита) дата у једној дози или на један начин, а отровна у другој дози или примењена на други начин. Отровност супстанце зависи од апсолутне унете количине, концентрације, облика у коме је унета, начина уношења, отпорности организма итд.
Тако дестилована вода дата интравенски изазива смрт услед осмотске лизе еритроцита. Етанол, који је сам по себи отрован, користи се као противотров код тровања метанолом. Исто важи и за атропин, који је отров а користи се као противотров код тровања нервним бојним отровима. За особе са недостатком одговарајућих ензима може бити токсична храна (млеко, протеини).
Према узроцима који доводе до уноса отрова у организам, тровања могу бити злочиначка, самоубилачка, случајна, медицинска, професионална и тровања као последица токсикоманије. Године 2013. је било 3,3 милиона случаја ненамерног тровања људи. То је довело до 98.000 смртних случаја широм света, што је смањење у односу на 120.000 смртна случаја из 1990. године.

## Дефиниције
Различити научници су покушавали да дају тачну дефиницију отрова, којом би обухватили све супстанце које се традиционално сматрају отровима, али не и супстанце које то традиционално нису:
- „Отрови су супстанце које су по својој физичкој или хемијској природи такве да кад уђу у крв или људски организам и ту остану, производе пролазне или трајне поремећаје“ (Клод Бернар)
- „Отрови су супстанце које су по својој хемијској природи, количини и концентрацији стране за људски организам или поједине органе, и стога изазивају функционалне поремећаје у живом организму“ (Штаркенштајн)
- „Отрови су хемијске супстанце створене ван живог организма, или оне које луче жива бића (токсини), а које унете у људски организам могу проузроковати, под извесним условима, болест или смрт“ (Левин)
- „У практичном погледу отровом можемо сматрати оне супстанце које унете у количинама мањим од 5g или 5ml могу проузроковати лоше здравствено стање, обољење или смрт“ (Ки)

Док су прве три дефиниције преопширне и обухватају готово све супстанце, дотле је последња преуска, па не обухвата нпр. етанол, или супстанце које изазивају хронична тровања. Да би се избегло давање опште дефиниције отрова, данас се за свако једињење понаособ дефинише токсична и смртоносна доза.
У биологији, отрови су супстанце које могу изазвати смрт, повреду или оштећење органа, ткива, ћелија и ДНК обично хемијским реакцијама или другим активностима на молекуларном нивоу, када је организам изложен довољној количини.
Медицина (посебно ветерина) и зоологија често разликују отрове од токсина и венома. Отрови и веноми су токсини, који су токсиканти које стварају организми у природи. Разлика између отрова и венома је начин испоруке токсина. Отрови су токсини који се активно испоручују убризгавањем путем уједа или убода кроз веномски апарат, као што су очњаци или жалци, у процесу који се зове енвеномација, док су отрови токсини који се пасивно ослобађају гутањем, удисањем, или се апсорбују кроз кожу.

## Историја
Током људске историје, намерна примена отрова је коришћена као метод убиства, контроле штеточина, самоубиства и погубљења. Као метод погубљења, отров се гутао, као што су то чинили стари Атињани (погледајте Сократ), удисао, као са угљен моноксидом или цијановодоником (видети гасну комору), убризгаван (види смртоносну инјекцију), или чак као клизма. Смртоносни ефекат отрова може се комбиновати са његовим наводним магичним моћима; пример је кинески отров гу. Отров се такође користио у барутаном ратовању. На пример, кинески текст Хуолонгјинг из 14. века, који је написао Ђао Ју, описује употребу отровне мешавине барута за пуњење бомби граната од ливеног гвожђа.
Док је арсен природни отров за животну средину, његов вештачки концентрат је некада имао надимак прах наследства. У средњовековној Европи било је уобичајено да монарси запошљавају личне дегустаторе хране како би спречили краљевско убиство, у доба апотекара.

## Подела отрова
Класификација отрова се може извршити према хемијској природи, пореклу, физиолошком дејству и према методама издвајања. По хемијској природи се отров може бити: киселина, база, метал, металоид, алкалоид, хетерозид, синтетски органски отров, ... Пореклом, отрови могу бити биљни, животињски и минерални. По физиолошком дејству се деле на нервне, крвне, корозивне, исл.
У пракси се најчешће користи подела према методама издвајања отрова, која је од значаја приликом системског истраживања отрова у органима трованих, и то на:
- гасовите отрове
  - Угљен-моноксид
  - Угљен-диоксид
  - Водоник-сулфид
  - Сумпор-диоксид
  - Хлор
  - Фосген
  - Иперит
- лако испарљиве отрове
  - Фосфор
  - Органофосфати
    - Табун
    - Сарин
    - Соман

  - Цијановодонична киселина
  - Метанол
  - Етанол
  - Сирћетна киселина
  - Растварачи – халогени деривати угљоводоника
  - Угљен-дисулфид
  - Бензен
  - Фенол
  - Анилин
- минералне отрове 
  - Арсен
  - Антимон
  - Жива
  - Олово
  - Бизмут
  - Бакар
  - Цинк
  - Хром
  - Баријум
  - Уран
  - Једињења алкалних метала
  - Нитрити
  - Флуориди
  - Јаке киселине – сумпорна, азотна и хлороводонична киселина
- биљне и синтетске отрове
  - Хетерозиди
  - Барбитурати
  - Салицилна киселина и њени деривати
  - флуороацетат
  - Алкалоиди

## Лечење тровања
Након што се установи да је нека особа отрована, приступа се чишћењу дигестивног тракта (испирање желуца, форсирано пражњење црева употребом лаксатива), убрзавању избацивања већ унетог отрова (хипервентилација код отрова који се избацују преко плућа, форсирана диуреза за отрове који се излучују путем бубрега), а по потреби и вештачкој детоксикацији (перитонеумска и хемодијализа, плазмафереза).
Да би се неутралисало дејство отрова који је још увек присутан у организму, дају се и противотрови. Противотрови могу бити физиолошки и хемијски. Физиолошки противотрови се везују за исти рецептор као и молекул отрова и истискују га са места деловања (компетитивна инхибиција) или на физички одвојеном месту у организму изазивају супротан физиолошки процес којим поништавају дејство отрова (некомпетитивна инхибиција). Као физиолошки противотрови се користе атропин код тровања органофосфатима или стрихнин при тровању барбитуратима. С обзиром да и сами физиолошки противотрови имају специфично физиолошко дејство у организму (тако су и стрихнин и тропин познати отрови), употребљавају се опрезно и само у најтежим случајевима.
Насупрот физиолошким, хемијски противотрови делују на сам молекул отрова, неутралишући га (магнезијум-оксид при тровању киселинама), спречавајући његову ресорпцију (танини граде нерастворне комплексе са алкалоидима) и сл.